# Diocesi di Larissa di Siria
La diocesi di Larissa di Siria (in latino Dioecesis Larissensis in Syria) è una sede soppressa del patriarcato di Antiochia e sede titolare della Chiesa cattolica.

## Storia
Larissa, identificato con l'odierno villaggio di Shayzar, fu una sede vescovile della provincia romana della Siria Seconda Salutare nella diocesi civile di Oriente. Faceva parte del patriarcato di Antiochia ed era suffraganea dell'arcidiocesi di Apamea, come attestato in una Notitia episcopatuum del VI secolo.
Diversi sono i vescovi noti di questa antica diocesi. Geronzio (o Leonzio) fu uno dei padri del primo concilio di Nicea del 325. Il vescovo Zoilo inizialmente aderì all'arianesimo ed in questo senso sottoscrisse gli atti del sinodo ariano di Seleucia nel 359; ritornato all'ortodossia, aderì alla professione di fede nicena nel sinodo di Antiochia del 363. Patrofilo assistette al primo concilio di Costantinopoli nel 381. Giuliano fu tra i padri del concilio di Efeso del 431. Melezio intervenne al concilio di Calcedonia nel 451. Diogene sottoscrisse nel 458 la lettera dei vescovi della Siria Seconda all'imperatore Leone I dopo la morte di Proterio di Alessandria. Nel 518 il vescovo Eusebio sottoscrisse una lettera sinodale contro Severo di Antiochia e il partito monofisita. Stefano infine sottoscrisse la professione di fede dei vescovi della provincia all'imperatore Giustiniano I e a papa Agapito I. Un altro vescovo di nome Giuliano è attestato da un mosaico nel pavimento della chiesa di San Giorgio, datato al 568 e scoperto a Houad, nei pressi di Larissa.
Dal 1933 Larissa è annoverata tra le sedi vescovili titolari della Chiesa cattolica; la sede è vacante dal 9 settembre 1987.

## Cronotassi

### Vescovi greci
- Geronzio (Leonzio) † (menzionato nel 325)
- Zoilo † (prima del 359 - dopo il 363)
- Patrofilo † (menzionato nel 381)
- Giuliano I † (menzionato nel 431)
- Melezio † (prima del 449 - dopo il 451)[3]
- Diogene † (menzionato nel 458)
- Eusebio † (menzionato nel 518)
- Stefano † (menzionato nel 536 circa)
- Giuliano II † (menzionato nel 568)

### Vescovi titolari
- Johannes Fabri, O.F.M. † (13 settembre 1437 - 1458 deceduto)
- Johannes Wennecker, O.E.S.A. † (1458 - 1468 deceduto)
- Weribold von Heys, O.F.M. † (10 dicembre 1470 - 1477 deceduto)
- Johannes Meppen, O.E.S.A. † (24 gennaio 1477 - 15 novembre 1496 deceduto)
- Pietro Emo, C.R. † (4 luglio 1612 - 6 giugno 1616 succeduto vescovo di Crema)
- Grégoire Ephrem Jarjour † (18 gennaio 1949 - 1º dicembre 1965 nominato arcivescovo titolare di Edessa di Osroene dei Siri)
- Bonaventure Akiki, O.F.M. † (1º marzo 1973 - 9 settembre 1987 deceduto)